# Mission archéologique française de Saqqâra
Pour les articles homonymes, voir Mission archéologique française.
La mission archéologique française de Saqqâra (MafS) est une équipe française de recherche en archéologie sur le site de Saqqarah (Égypte). Elle a pour objectif principal la recherche, l'étude et la publication des Textes des pyramides gravés dans les sépultures royales de l'Ancien Empire, à dater du règne du pharaon Ounas de la Ve dynastie.
En conséquence, cette mission archéologique fouille et restaure depuis de nombreuses années les complexes funéraires royaux de cette période, plus spécialement ceux de la VIe dynastie à Saqqarah sud.

## Historique
Créée en 1963 par Jean Leclant, la mission archéologique française à Saqqarah est placée sous le patronage de l'Académie des inscriptions et belles-lettres. Elle est dans son principe comme dans son fonctionnement un organisme français ouvert sur une collaboration internationale, en premier lieu avec l'Égypte et le Conseil suprême des Antiquités égyptiennes, et également sur d'autres expertises scientifiques inaugurant ainsi de nouvelles méthodes de prospections archéologiques sur le terrain. De ce fait elle fait appel aux scientifiques de nombreux pays qui sont missionnés pour participer aux travaux sur le terrain dont la Mission a la responsabilité.
Cette dernière est patronnée par le ministère des Affaires étrangères en liaison avec l'ambassade de France en Égypte et relève sur le plan scientifique du CNRS et de la Sorbonne.
Enfin elle fait appel par ses travaux à l'Institut français d'archéologie orientale du Caire sur le plan technique et une collaboration étroite existe entre les deux organismes.
Elle est dirigée par Philippe Collombert qui a succédé fin 2007 à Audran Labrousse, lequel avait pris la succession de Jean Leclant.
La mission a publié en 2002 les textes de la pyramide du roi Pépi Ier. Parmi les découvertes récentes les plus importantes de la MafS, on trouve la mise au jour, depuis 1989, de neuf pyramides de reines autour de la pyramide de Pépi Ier :
- la pyramide de l'épouse royale Noubounet, femme de Pépi Ier.
- la pyramide de l'épouse royale Inenek Inti, femme de Pépi Ier.
- la pyramide de la reine-mère Ânkhésenpépi II, femme de Pépi Ier ainsi que de son fils Merenrê et mère de Pépi II. Régente pendant la minorité de son fils, cette reine a eu l'honneur de recevoir les textes des pyramides dans son caveau, à la différence des autres épouses de Pépi Ier.
- la pyramide de l'épouse royale Ânkhésenpépi III, épouse de Pépi II.
- la pyramide de l'épouse royale Mérititès II, dont l'époux reste inconnu.
- le pyramide du prince Hornéterykhet, fils de Pépi Ier et d'une reine nommée Mehaâ.
- la pyramide d'une reine nommée Béhénou.
- la pyramide « de l'ouest » anonyme.
- la tombe plus tardive du chef des scelleurs Rêhérychefnakht XIe ou XIIe dynastie. Cette sépulture de plan carré ressemble aujourd'hui aux pyramides voisines, mais la présence d'un puits vertical pour accéder à la chambre funéraire, en fait plus vraisemblablement un mastaba.

## Monographies
La mission de la Saqqâra publie ses travaux dans une série dédiée :
- MAFS I - Jean-Philippe Lauer, Jean Leclant, « Le temple haut du complexe funéraire du roi Téti », BiEtud, no 51,‎ 1972.
- MAFS II - Audran Labrousse, Jean-Philippe Lauer, Jean Leclant, avec la collaboration de Catherine Berger et Isabelle Pierre, « Le temple haut du comple funéraire du roi Ounas », BiEtud, no 73,‎ 1977.
- MAFS III - Audran Labrousse, « L'architecture des pyramides à textes I. Saqqara Nord », BiEtud, no 114,‎ 1996.
- MAFS IV - Jean Leclant, Catherine Berger-el Naggar, Bernard Mathieu, Isabelle Pierre-Croisiau, « Les Textes de la pyramides de Pépy Ier », MIFAO, no 118,‎ 2010.
- MAFS V - Rémi Legros (éd.), « Cinquante ans d'éternité. Jubilé de la Mission archéologique française de Saqqâra », BiEtud, no 162,‎ 2015.
- MAFS VI - Audran Labrousse, « Le temple funéraire du roi Pépi Ier. Le temps de la construction », MIFAO, no 137,‎ 2019.
- MAFS VII - Anne Minault-Gout, « La vaisselle en pierre des reines de Pépi Ier », MIFAO, no 141,‎ 2019.
- MAFS VIII - Bernard Mathieu, « Les textes de la pyramide de Pépi Ier. Traduction », MIFAO, no 142,‎ 2018.
- MAFS IX - Isabelle Pierre-Croisiau, « Les textes de la pyramides de Mérenrê. Édition, description et analyse. Traduction des nouvelles formules par Bernard Mathieu », MIFAO, no 140,‎ 2019.
- MAFS X - Bernard Mathieu, « Les textes de la pyramide de la reine Ânkhésenpépi II. Édition, description, analyse et traductions », MIFAO, no 152,‎ 2024.